# Rossi R97206
El Rossi Modelo 972 es un revólver de doble acción, de acero inoxidable, de 6 disparos y con recámara Magnum .357.  Fue fabricado por Rossi Firearms de Brasil. 